# Ptychorrhoe confirmata
Ptychorrhoe confirmata là một loài bướm đêm trong họ Geometridae.